# Proscina vinogradovi
Proscina vinogradovi är en kräftdjursart som beskrevs av Chung Kun Shih och Hendrycks 1996. Proscina vinogradovi ingår i släktet Proscina och familjen Proscinidae. Inga underarter finns listade i Catalogue of Life.